# Vrede van Åbo

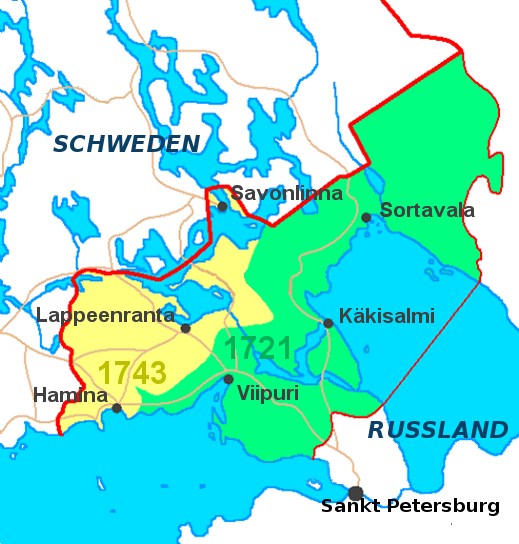
Oud-Finland; het gebied in geel werd afgestaan aan Rusland bij de Vrede van Åbo in 1743

De Vrede van Åbo (Zweeds: Freden i Åbo, Fins: Turun rauha, Russisch: Абоский мирный договор), ook wel Verdrag van Åbo genoemd, was een vredesverdrag dat de Russisch-Zweedse Oorlog van 1741-1743 beëindigde. Het vredesverdrag werd getekend op 7 augustus 1743 in de Finse stad Turku (Zweeds: Åbo) door Aleksandr Roemjantsev voor het Russische Rijk en Herman Cedercreutz voor Zweden.

## Achtergrond
Na de Grote Noordse Oorlog (1700-1721) had Zweden bij de Vrede van Nystad een groot deel van haar Baltische bezittingen verloren aan Rusland. In 1741 viel Zweden Rusland binnen met het doel de verloren gebieden weer terug te veroveren. De zogenaamde Hoedenoorlog liep echter verkeerd af voor de Zweden: bijna heel Finland werd onder de voet gelopen door de Russen. De Zweedse bevelhebber in Finland, generaal Charles Emil Lewenhaupt, gaf zich op 4 september 1742 over bij Helsinki.
De onderhandelingen over een vredesverdrag begonnen op 23 januari 1743. Terwijl de onderhandelingen voortsukkelden, vernietigde de Russische oorlogsvloot een Zweeds flottielje nabij het eiland Korpo. Nu dreigde een Russische invasie van Zweden zelf. Maar voor het zover kwam werd op 7 augustus een vredesverdrag getekend.

## Het verdrag
Sommige Russische onderhandelaars, zoals grootkanselier Aleksej Bestoesjev-Rjoemin, hadden geëist dat Zweden heel Finland aan Rusland zou afstaan. Bij de Vrede van Åbo verloor Zweden echter maar een relatief klein deel van Finland. De rivier de Kymijoki en het Saimaameer werden de nieuwe Fins-Russische grens. Onder meer Fredrikshamn, Villmanstrand en Nyslott met de vesting Olofsborg (tegenwoordig respectievelijk Hamina, Lappeenranta en Savonlinna) gingen over in Russische handen.
De Zweden konden zo'n relatief gunstige vrede sluiten omdat ze ook waren overeengekomen dat de pro-Russische Adolf Frederik van Holstein-Gottorp, een oom van de latere Russische tsaar Peter III, als Zweedse troonopvolger benoemd zou worden. In 1751 zou hij Frederik I opvolgen als koning van Zweden. Voor tsarina Elisabeth van Rusland was de vrede ook gunstig omdat ze vreesde dat andere Europese grootmachten anders een anti-Russische coalitie zouden vormen om Zweden te hulp te schieten. Met het nieuwe grondgebied schoof de Zweeds-Russische grens verder naar het noorden op, zodat de Russen hun hoofdstad Sint-Petersburg beter konden beschermen.

## Nasleep
In Oud-Finland, het door de Russen veroverde gebied in Karelië, werd na de Vrede van Åbo het Russische gouvernement Vyborg gevestigd. Tsarina Elisabeth van Rusland stond de inwoners van het veroverde gebied toe om hun eigendom, religie, wetten en adellijke privileges te behouden. In 1812 ging het gebied op in het Grootvorstendom Finland, een semiautonoom deel van het Russische Rijk.
De vrede tussen Rusland en Zweden bleef ruim 40 jaar in stand, tot de Russisch-Zweedse Oorlog van 1788-1790 uitbrak. Deze oorlog eindigde onbeslist en de Vrede van Värälä herstelde de status quo van de Vrede van Åbo. Na de Zweedse nederlaag in de Finse Oorlog (1808-1809) annexeerde Rusland alsnog heel Finland.